# Melissa Gabardi
Melissa Gabardi (Luino, 24 maggio 1943 – Milano, 25 aprile 2021) è stata una storica dell'arte, scrittrice e giornalista italiana.

## Biografia
Esperta e studiosa di monili del XX secolo, firmò sull'argomento una serie di monografie internazionali, tradotte in più lingue.
Affrontando un'area di ricerca ancora poco esplorata, con la sua prima monografia Gioielli anni '40  pubblicata da Giorgio Mondadori a Milano nel 1982 fu una delle prime studiose a introdurre un discorso storico su questa produzione. Stesso discorso vale per il volume Gioielli anni '50, edito da Giorgio Mondadori, nel 1986, che rappresenta una dettagliata analisi sul tema.
Accanto a questi volumi, vanno ricordate altre pubblicazioni, quali Gioielli, gli stili e il mercato (Milano, Giorgio Mondadori, 1984), Les bijoux de l'Art Déco aux années '40 (Paris, Les editions de l'amateur, 1986), Art Deco Jewellery, 1920-1949 (Woodbridge, Suffolk, The Antique Collectors' Club, 1989) e Gioielli anni '40 e '50 (Milano, Giorgio Mondadori, 1955).
Fu anche coautrice di volumi, quali Schmuck Stücke Der Impuls der Moderne in Europa (München, Klinkhardt&Biermann, 1991), I gioielli della fantasia (Milano, Ideabooks 1991), Dictionnaire International du Bijou (Paris, Editions du Regard, 1998) e Dizionario del gioiello italiano del XIX e XX secolo (Umberto Allemandi & C, Torino 2005).
Fu co-curatrice delle mostre Profilo Italia: un certo stile made in Italy (Torino, 10-25/11/1990) e L'arte del gioiello e il gioiello d'artista dal '900 ad oggi (Museo degli argenti, Firenze, 2001)
Scrisse la prima monografia dedicata a Jean Després, Jean Després maestro orafo tra art déco e avanguardie, edita da Idea Books a Milano e da Norma éditions (Jean Després bijoutier et orfèvre entre art déco et modernité, Paris, 2009).
Nel 2009 fu curatrice della mostra al Musée des Arts decoratifs di Parigi, Jean Déspres et les bijoutiers modernes, che riuniva un'ampia selezione di oreficerie e gioielli, siglati dal creatore avanguardista di sorprendente attualità Jean Déspres, insieme a lavori di altri protagonisti dell'art déco.
Nel 2016 fu curatrice per il Museo Poldi Pezzoli di Milano, della mostra Il gioiello italiano del XX secolo. La mostra raccontava per la prima volta, attraverso l’esposizione di più di 150 opere, lo scenario della produzione italiana del 1900, ripercorrendone l’evoluzione attraverso sezioni cronologiche dedicate al Neo – storicismo, al Liberty, all’Art Déco, alla produzione degli Anni Trenta, Quaranta e Cinquanta, fino ad arrivare agli anni Sessanta, Settanta, Ottanta e Novanta: il percorso della nascita del “made in Italy”. Contestualmente alla mostra pubblicò l'omonimo volume Il gioiello italiano del XX secolo.

## Opere
- Gioielli anni ’40, Giorgio Mondadori, Milano 1982.
- Gioielli, gli stili e il mercato, Giorgio Mondadori, Milano 1984.
- Gioielli anni ’50, Giorgio Mondadori, Milano 1986.
- Les bijoux de l’art déco aux années ’40, Les Editions de l’amateur, Paris 1986.
- Les bijoux des années 50, Les Editions de l’Amateur, Paris 1987.
- Art Deco Jewellery, 1920-1949, The Antique Collectors’ Club, London 1989.
- Schmuckstücke der impuls der moderne in Europa, Klinkhardt&Biermann, München, 1991.
- I gioielli della fantasia, Ideabooks, Milano 1991.
- Gioielli anni ’40 e ’50, Giorgio Mondadori, Milano 1995.
- Dictionnaire International du bijou, Editions du Regard, Paris 1998.
- Jean Després: Maestro Orafo Tra Art Deco e Avanguardie, Idea Books, 1999.
- L’arte del Gioiello e il gioiello d’artista dal ’900 ad oggi, Giunti, Firenze 2001, pp. 146-167.
- Dizionario del gioiello italiano del XIX e XX secolo, Umberto Allemandi & C, Torino 2005.
- Jean Després: Jeweler, Maker and Designer of the Machine Age, Thames & Hudson Ltd, 2009.
- Jean Després: Bijoutier et orfèvre entre Art déco et modernité, Norma Editions, Parigi, 2009.
- Jean Després in Bijoux art déco et avant-garde, curato da L. Mouillefarine e E. Possémé, Norma Editions, Paris 2009.
- Jean Després in Art deco Jewelry, Modernist masterworks and their makers, curato da L. Mouillefarine e E. Possémé, Thames & Hudson, 2009, pp. 116-127.
- Il gioiello italiano del XX secolo, Silvana Editoriale, Milano, 2016.
- Italian Jewelry in the 20th Century, Silvana Editoriale, Milano, 2016.